# Стефани, Пол
Пол Майкл Стефани (англ. Paul Michael Stephani; 8 сентября 1944, Остин, Миннесота — 12 июня 1998, Ок-Парк-Хайтс, Миннесота) — американский серийный убийца, также известный как Убийца с плаксивым голосом (англ. Weepy-Voiced Killer) (в некоторых русскоязычных источниках иногда встречается вариант Убийца с гибким голосом), полученным им в связи с тем, что после убийств звонил в полицию и истеричным и высоким писклявым голосом анонимно заявлял о только что содеянном. Убил трёх женщин в метрополитенском районе Миннеаполис-Сент-Пол.

## Убийства
31 декабря 1980 года в городе Прескотт Стефани напал на Карен Потак, нанеся ей тяжёлые ранения и травмы головного мозга. В 3 часа дня Стефани звонит в полицию и заявляет о своей атаке и месте атаки, говоря: «Здесь ранена девушка» (англ. There is a girl hurt there).
На следующую свою жертву, восемнадцатилетнюю студентку из Висконсина Кимберли Комптон, Пол Майкл напал 3 июня 1981 года. После убийства жертвы он снова звонит в полицию, оправдываясь: «Чёрт возьми, вы меня найдёте? Я только что ударил человека ножом для колки льда. Я не могу себя контролировать. Я опять кого-нибудь убью» (англ. God damn, will you find me? I just stabbed somebody with an ice pick. I can’t stop myself. I keep killing somebody). Через два дня он звонит в полицию и извиняется за то, что он ударил Комптон и говорит о том, что он хотел себя остановить, но не смог.
6 июня он звонит, чтобы сказать, что некоторые из газетных отчётов оказались неточными. Следующий звонок он сделал 11 июня. Хныкая, едва разборчиво он сказал: «Извините за то, что я сделал с Комптон». Его следующая жертва — Кэтлин Грининг, из Сент-Пола. Позже Стефани признался, что он утопил её в её ванне.
Четвёртая его жертва (и последняя, погибшая от его руки) сорокалетняя медсестра Барбара Саймонс была найдена на берегу реки в Миннеаполисе. Они встретились в баре «Гексагон» (англ. Hexagon Bar), где Саймонс угостила Стефани сигаретой. После проведённой со Стефани ночи в баре Саймонс сказала официантке: «Он милый, я надеюсь, он хорош, он проводит меня домой». На следующий день Саймонс была найдена убитой. Не звонивший после убийства Кэтлин Грининг, убив Саймонс, позвонил в полицию: «Пожалуйста, не говорите, только слушайте… Извините, я убил эту девушку. Я нанёс ей 40 ударов ножом. Кимберли Комптон была первой в Сент-Поле».

## Арест
21 августа 1982 года в Миннеаполисе Стефани увидел двадцатиоднолетнюю девушку по имени Денис Уильямс. Уильямс почувствовала, что что-то не так, когда Стефани начал ехать сквозь темноту, в пригородной местности, вместо того, чтобы отвезти её обратно в город. После того как он свернул в тупик, он несколько раз ударил её отвёрткой. Во время атаки Уильямс смогла сбежать, ударив Стефани по голове стеклянной бутылкой. После того, когда Стефани пришёл домой, он заметил сильное кровотечение и вызвал скорую. Звонок связал его с атакой на Уильямс. Обычная следственная работа позже связала Стефани с убийством Саймонс.

## Суд
Во время суда над Стефани по делу убийства Саймонс бывшая жена Стефани, сестра и женщина, которая жила с ним, свидетельствовали, что истеричные звонки, поступающие во время атак на женщин, вероятно, принадлежат ему. Одного звонка было недостаточно для того, чтобы идентифицировать Стефани как Убийцу с плаксивым голосом, так как истерический крик исказил голос. Стефани был осуждён за убийство Саймонс и за покушение на убийство Уильямс и был приговорён к 40 годам. Он умер в тюрьме в 1998 году от рака кожи.

## Последующие признания
Признания Стефани через почти 20 лет после первого убийства позволили полицейским официально связать убийства и звонки между собой.
Он признался:
1) в избиении 1980 года;
2) в нападении с ножом на Кимберли Комптон в 1981 году, после которого она умерла;
 3) в утоплении Кетлин Грининг в 1982 году;
4) в нападении на Барбару Саймонс в 1982 году, после которого она умерла;
5) в нападении на Денис Уильямс в 1982 году.